# Virginio Domingo Bressanelli
Virginio Domingo Bressanelli SCI (* 1. Mai 1942 in Berabevú, Departamento Caseros) ist ein argentinischer Ordensgeistlicher und emeritierter römisch-katholischer Bischof von Neuquén in Argentinien.

## Leben
Virginio Domingo Bressanelli trat der Ordensgemeinschaft der Dehonianer bei, legte am 29. September 1964 die Profess ab und empfing am 17. Dezember 1966 die Priesterweihe.
Von 1991 bis 2003 war er Generaloberer der Ordensgemeinschaft der Herz-Jesu-Priester.
Papst Johannes Paul II. ernannte ihn am 19. Februar 2005 zum Bischof von Comodoro Rivadavia. Der Altbischof von Comodoro Rivadavia, Pedro Luis Ronchino SDB, spendete ihm am 13. Mai desselben Jahres die Bischofsweihe; Mitkonsekratoren waren Marcelino Palentini SCI, Bischof von Jujuy, und Miguel Hesayne, emeritierter Bischof von Viedma.
Am 10. Februar 2010 wurde er zum Bischofskoadjutor von Neuquén ernannt. Mit dem Rücktritt Marcelo Angiolo Melanis SDB am 8. November des nächsten Jahres folgte er ihm als Bischof von Neuquén nach.
Papst Franziskus nahm am 3. August 2017 seinen altersbedingten Rücktritt an.